# GNU Solfege
GNU Solfege是一个用Python编寫的听力训练程序，旨在帮助音乐家提高他们的技能和知识。它是免费软件，是GNU 项目的一部分。
GNU Solfege 可用于Linux 、  Windows和OS X。

## 功能
- 识别旋律和和声音程
- 比较间隔大小
- 唱出计算机要求的音程
- 识别和弦
- 唱和弦
- 从和弦中唱出音调：根音、三音、五音等。
- 秤
- 听写
- 节奏听写
- 记住节奏模式
- 理论：名称音程和音阶
- 节奏
- 语调
- 識別和聲進行

该软件的制作方式使得用户可以自定义现有的练习或创建新的练习。

## 延伸參考
- 练耳
- 音乐理论
- 视唱练耳